# Elezioni dell'Assemblea degli Esperti del 2016
Le elezioni dell'Assemblea degli Esperti del 2016 si sono tenute il 26 febbraio. Inizialmente previste per il 2014, sono state posticipate per affiancarle alle Elezioni parlamentari in Iran del 2016.

## Registrazione e processo di qualificazione
Per la prima volta nella storia della Repubblica islamica dell'Iran, 801 candidati si sono registrati per concorrere alle elezioni. Il numero è aumentato del 62,47% rispetto alle precedenti elezioni del 2006.
Tra i candidati c'erano 16 donne, altro dato senza precedenti: infatti nessuna donna è mai entrata nell'assemblea. Quasi l'80% dei candidati che hanno fatto domanda per la candidatura all'Assemblea sono stati squalificati dal Consiglio dei Guardiani, incluse tutte le donne e Hassan Khomeini.
Quattro membri dell'assemblea in carica sono stati squalificati:
- Ali Mohammad Dastgheib Shirazi
- Mohammad Vaez Mousavi
- Mojtaba Taheri Khorramabadi,
- Hassan Namazi

Tra gli altri candidati squalificati figurano:
- Mehdi Ghoreishi
- Rasoul Montajabnia
- Kazem Seddiqi
- Morteza Agha-Tehrani
- Majid Ansari
- Mostafa Pourmohammadi

Le squalifiche lasciarono nove circoscrizioni con un solo candidato per seggio. Successivamente il Ministero dell'Interno ha dichiarato che con l'approvazione del Consiglio dei Guardiani, alcuni candidati qualificati sarebbero stati trasferiti in un altro distretto dove era presente un solo candidato, in modo da dare competitività alle elezioni in tutte le circoscrizioni.

## Risultati
Secondo l'Associated Press, i religiosi moderati hanno sconfitto gli estremisti e hanno dominato l'assemblea con Akbar Hashemi Rafsanjani e Hassan Rouhani, insieme a 50 dei loro alleati, assicurandosi il 59% dei seggi. I moderati in precedenza detenevano circa 20 seggi in assemblea. Nella Provincia di Teheran, la lista Esperti del Popolo di Rafsnajani ha ottenuto una vittoria schiacciante, aggiudicandosi 15 dei 16 seggi. Non sono stati eletti né Mohammad-Taqi Mesbah-Yazdi né Mohammad Yazdi.
Secondo un rapporto pubblicato dall'Agenzia di Stampa degli Studenti Iraniani, 27 seggi sono andati ai principalisti mentre i riformisti si sono aggiudicati 20 seggi. 35 candidati sono stati approvati da entrambi. I chierici indipendenti che non erano elencati riuscirono a vincere 6 seggi. Agli indipendenti sono andati invece 6 seggi.
Secondo il lavoro statistico promosso da Khabaronline, i seggi sarebbero così ripartiti:
- 66 alla Associazione dei Chierici Militanti (75%)
- 64 alla Società degli Insegnanti del Seminario di Qom (72.72%)
- 55 agli Esperti del Popolo (62.50%)
- 4 agli indipendenti (4.50%)

## Post Voto
L’ayatollah principalista Ahmad Jannati il 24 maggio viene eletto presidente dell’Assemblea degli Esperti con 51 voti su 86.